# Simone Boye Sørensen
Simone Boye Sørensen (født 3. marts 1992) er en dansk fodboldspiller, forsvarsspiller, der spiller for Hammarby IF i Damallsvenskan og for Danmarks kvindefodboldlandshold.. Hun har tidligere spillet for bl.a. Bayern München i Frauen-Bundesliga og FC Rosengård. Fra 2013 til 2017 spillede hun for Brøndby IF i Elitedivisionen.

## International karriere
Boye fik sin debut i Danmarks kvindefodboldlandshold i december 2011, i en 4–0 sejer over Chile ved Torneio Internacional Cidade de São Paulo de Futebol Feminino i 2011. Hun blev skiftet ind for Mariann Gajhede Knudsen efter 83 minutter.
En skade, som hun pådrog sig under Algarve Cup 2013 gjorde, at Boye ikke kunne være en del af Danmarks trup til EM i fodbold 2013.
I november 2014 udtalte landstræner Nils Nielsen, at han byggede sit hold omkring Boye, der havde vist samme defensive kvaliteter, som Danmarks mandlige landsholdsanfører, Daniel Agger.
Hun deltog ligeledes også under EM i Holland 2017, hvor hun afgjorde straffesparkskonkurrencen i semifinalen mod Østrig og sendte Danmark i deres første EM-finale nogensinde.
Hun blev i juni 2022 også udtaget til A-landstræner Lars Søndergaards endelige trup ved EM i fodbold for kvinder 2022 i England.

### Internationale mål
Danmarks mål og resultater vises først.
| #  | Dato               | Stadion                      | Modstandshold | Scoring | Resultat | Turnering                           |
| -- | ------------------ | ---------------------------- | ------------- | ------- | -------- | ----------------------------------- |
| 1. | 10. marts 2014     | Estádio Municipal, Albufeira | USA           | 3–0     | 5–3      | Algarve Cup 2014                    |
| 2. | 13. september 2014 | Vejle Stadion, Vejle         | Malta         | 5–0     | 8–0      | Kvalifikation til VM i fodbold 2015 |
| 3. | 15. januar 2015    | Belek, Tyrkiet               | New Zealand   | 1–0     | 2–3      | Venskabskamp                        |
| 4  | 28. november 2016  | Turbize, Belgien             | Belgien       | 1–0     | 3–1      | Venskabskamp                        |
| 5  | 12. juni 2018      | Viborg                       | Ungarn        | 3–1     | 5–1      | VM-kval 2019                        |